# UTC+06:30
UTC+06:30 es el décimo cuarto huso horario del planeta cuya ubicación geográfica se encuentra en el meridiano 97.5 este. Aquellos países que se rigen por este huso horario se encuentran 6 horas y 30 minutos por delante del meridiano de Greenwich.

## Hemisferio norte

### Países que se rigen por UTC+06:30 todo el año
| Abreviatura | Nombre Completo                | País     |
| ----------- | ------------------------------ | -------- |
| MMT         | Hora de Myanmar (Myanmar Time) | Birmania |

## Hemisferio sur

### Países que se rigen por UTC+06:30 todo el año
| Abreviatura | Nombre Completo                             | País                    |
| ----------- | ------------------------------------------- | ----------------------- |
| CCT         | Hora de las Islas Cocos (Cocos Island Time) | Australia - Islas Cocos |